# Euphorbia decaryi
Euphorbia decaryi es una especie fanerógama perteneciente a la familia Euphorbiaceae. 

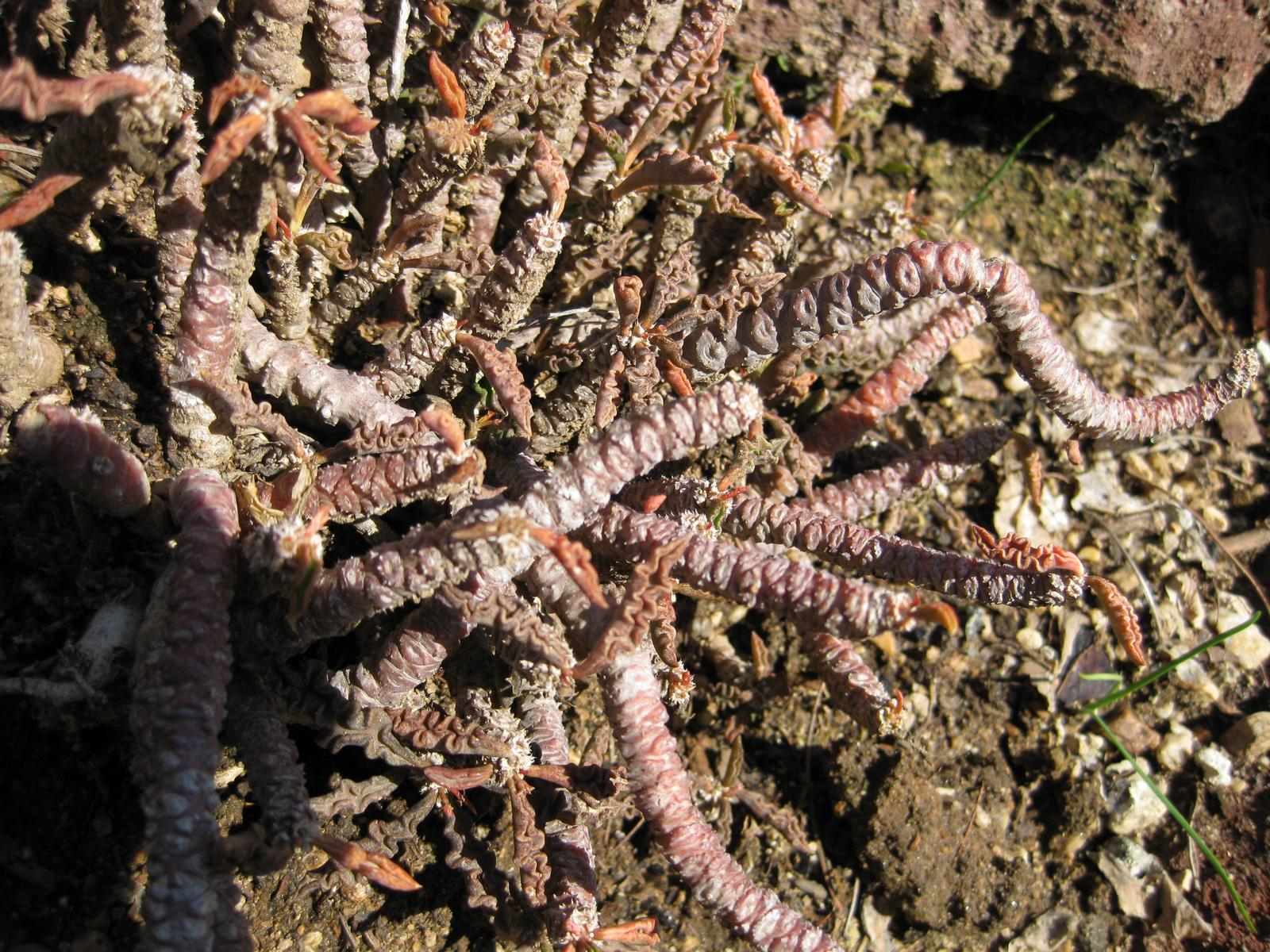
Vista de la planta

## Descripción
Es una  planta perenne, rastrera, de unos 25 cm de altura,  florece de abril a junio. Las flores son de color verde amarillento,amarillo verdosas, amarilla o rojoas; las flores femeninas tienen un pistilo tripartito sobre un ovario también tripartito, produce 3 semillas o en ocasiones más. 

## Hábitat y distribución
Es endémica de Madagascar.  Su hábitat natural son los bosques secos tropicales o subtropicales, las maquias secas subtropicales o tropicales y las zonas rocosas. Se encuentra amenazada por la pérdida de hábitat.

## Variedades
- Euphorbia decaryi var. ampanihyensis Cremers
- Euphorbia decaryi var. cap-saintemariensis (Rauh) Cremers
- Euphorbia decaryi var. decaryi
- Euphorbia decaryi var. robinsonii Cremers
- Euphorbia decaryi var. spirosticha Rauh & Buchloh[2]

## Taxonomía
Euphorbia decaryi fue descrita por André Guillaumin y publicado en Bulletin du Muséum d'Histoire Naturelle, sér. 2 6: 120–121. 1934.
Etimología
Euphorbia: nombre genérico que deriva del médico griego del rey Juba II de Mauritania (52 a 50 a. C. - 23), Euphorbus, en su honor – o en alusión a su gran vientre –  ya que usaba médicamente Euphorbia resinifera. En 1753 Carlos Linneo asignó el nombre a todo el género.
decaryi: epíteto otorgado en honor del botánico francés Raymond Decary.